# 四個春天
《四個春天》，是一部中國大陸導演陸慶屹的紀錄片。

## 劇情
該片是記錄導演陸慶屹於2013至2016年的新春返家期間，與貴州省結婚50多年的父母日常寫照。

## 獎項及提名
| 類別                | 頒獎日期       | 獎項       | 名字                           | 結果 | 參考  |
| ------------------- | -------------- | ---------- | ------------------------------ | ---- | ----- |
| 西寧FIRST青年電影展 | 2018年7月28日  | 最佳纪录片 | 《最佳纪录片》                 | 獲獎 |       |
| 金馬獎              | 2018年11月17日 | 最佳紀錄片 | 《四個春天》                   | 提名 | [ 3 ] |
| 金馬獎              | 2018年11月17日 | 最佳剪輯   | 陸慶屹、周肖林、郜子瑜、江亦雋 | 提名 | [ 3 ] |

## 外部連結
- 開眼電影網上《四個春天》的資料（繁體中文）
- 豆瓣电影上《四個春天》的資料 （简体中文）
- 互联网电影数据库（IMDb）上《四個春天》的资料（英文）